# 贾斯廷·舍尼菲尔德
贾斯廷·舍尼菲尔德（英語：Justin Schoenefeld，1998年8月13日—），美国男子自由式滑雪运动员。他曾代表美国参加2022年冬季奥林匹克运动会自由式滑雪比赛，获得混合团体空中技巧金牌。